# H酒店
H酒店股份公司（德語：H-Hotels AG）是一家总部设于德国巴特阿罗尔森的酒店企业。它在德国、奥地利和瑞士境内设有多家酒店，是德奥瑞地区最大的酒店运营商之一。作为家族式管理企业，它共有约3000名员工及约9600间客房，并拥有包括海泼里恩（Hyperion）、H4酒店、H2酒店、H+酒店和特列夫酒店等自身的酒店品牌。H酒店集团旗下的所有酒店均由集团服务公司实行集中管理。